# Правовая система Израиля
Правовая система Израиля (ивр. המשפט בישראל‎) — нормы, институты и отрасли права Государства Израиль.
В Израиле соблюдается принцип независимой судебной системы, реализовано разделение властей и в большой степени поддерживается баланс между властями. В Израиле нет формальной конституции, и основные принципы правовой системы опираются на свод Основных законов, процесс создания которых ещё не завершён, а также на толкование законов в свете основополагающего определения Израиля как «еврейского и демократического государства». Права человека и гражданина закреплены в Декларации независимости, Основных и других законах Израиля, а также в постановлениях Верховного суда; в Израиле, в частности де-юре гарантированы защита жизни, физическая неприкосновенность и достоинство каждого человека независимо от расы, пола и вероисповедания, а также право каждого человека на невмешательство в личную жизнь и на защиту собственности.
После провозглашения государства его правовая система находилась под влиянием общего права, однако элементы общего права постепенно заменялись и заменяются оригинальным израильским правом. Особое место в правовой системе Израиля занимает еврейское право. В некоторых областях, в основном в семейном праве, применяется религиозное право различных общин. В 1990-е годы в Израиле начались «конституционная революция» и практика судебного активизма. Согласно некоторым авторам «произошедшее в 1990-е гг. усиление статуса Верховного суда привело к качественному изменению характера израильской политико-правовой системы».
|  |